# Delia Cugat
Delia Cugat (Buenos Aires, 1930 - 2020) fue una pintora y dibujante argentina.
Egresada de la Academia Prilidiano Pueyrredón, exhibe a partir de 1963 en Argentina, Europa y Latinoamérica.
Junto a su marido, el pintor Sergio Camporeale, forman el grupo GRABAS con Pablo Obelar y Daniel Zelaya en 1971.
Residió en Paris a partir de 1976 por espacio de dieciocho años hasta su regreso a Argentina.
Obras en museos y galerías de Paris, Buenos Aires, México, Cali, Basilea, Austin, Miami, Panamá, Nueva York.